# Rode Steen

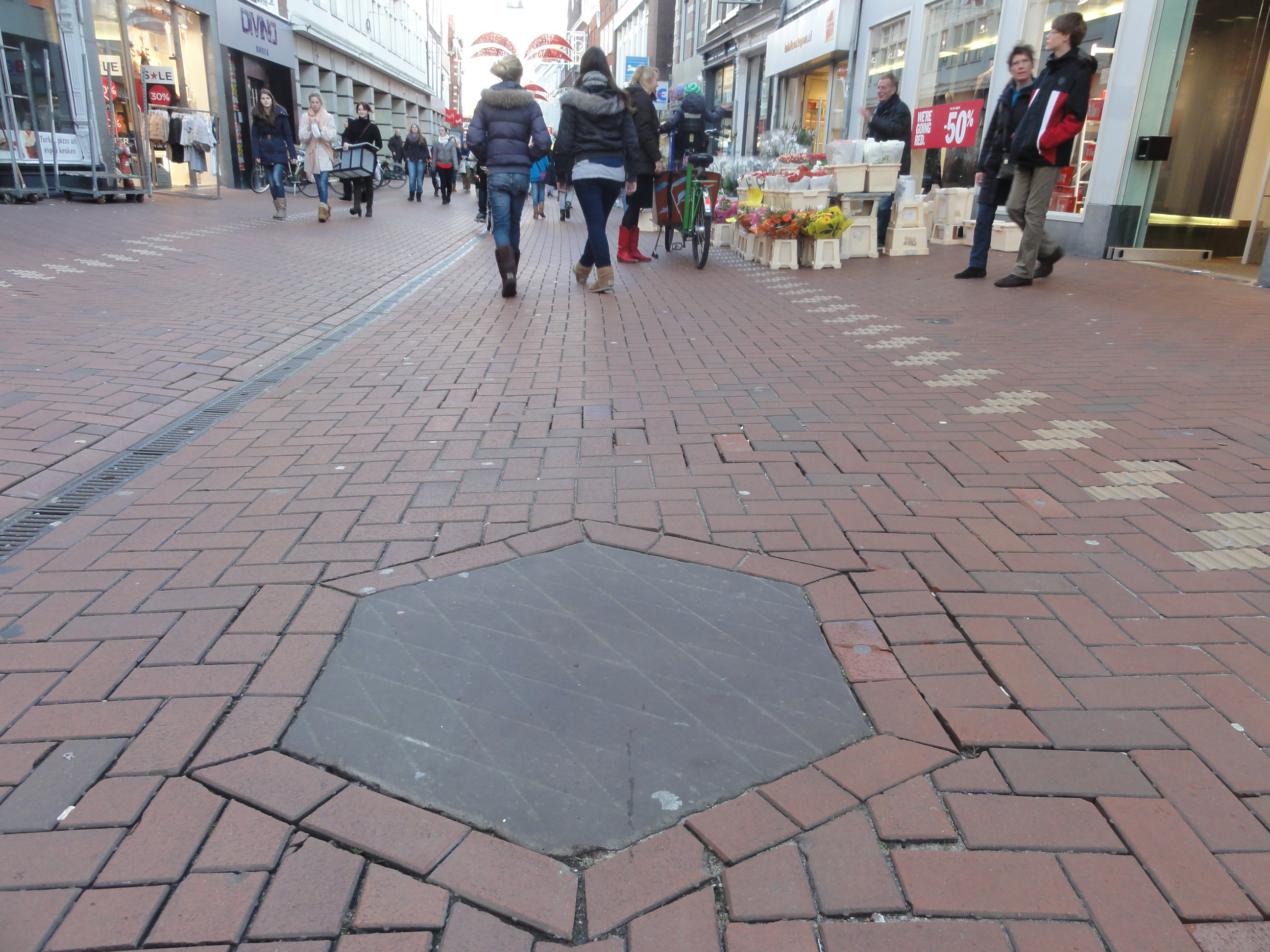
De Rode Steen

De Rode Steen bevindt zich in de Nederlandse stad Leiden in de Haarlemmerstraat ter hoogte van de Donkersteeg, op de grens van de parochies Onze-Lieve-Vrouwe (Onze-Lieve-Vrouwekerk) en Sint Pancras (Hooglandse Kerk). De schout van het ambacht Marendorp, dat in 1355 door Leiden werd geannexeerd, sprak hier recht.
Leiden kende vanaf het eind van de veertiende eeuw een indeling in bonnen (wijken), maar daarnaast tot de reformatie een indeling naar parochies: de parochie van Sint Pieter, van Sint Pancras en van Onze Lieve Vrouwe. De verschillende stadsparochies werden gemarkeerd met zeshoekige platte stenen in de bestrating: de Rode, Witte en Blauwe Steen. Hiermee werden ook de verschillende rechtsgebieden in de stad van elkaar gescheiden.
Dergelijke gerechtsstenen zijn niet specifiek voor Leiden maar komen ook elders voor. Een verklaring voor de kleuren is, dat de Witte Steen de gerechtssteen van de landvorst, de
graaf of de ambachtsheer zou zijn, de Rode Steen de steen van de geestelijkheid
en de Blauwe Steen de gerechtsplaats van de gemeenten en poortersschappen.